# Битва на Шельде
Битва на Шельде (англ. Battle of the Scheldt) — военная операция, проводившаяся в основном канадскими вооружёнными силами с 2 октября по 8 ноября 1944 года с целью освобождения северо-западной Бельгии и юго-западных Нидерландов от немецких войск.

## Военно-оперативная обстановка
При быстром продвижении войск союзников, после их высадки в северной Франции, на восток и стремительном отходе немецких армий на территорию Бельгии, Нидерландов и западной Германии, в начале сентября 1944 года части 2-й британской армии вошли в Брюссель. При дальнейшем её продвижении вдоль побережья Северного моря англичане наткнулись на брошенные немцами пусковые установки, при помощи которых нацисты обстреливали ракетами Фау-1 (нем. V1) Лондон и районы южной Англии.
Большая часть бельгийских деревень Фландрии была оставлена немцами, но за некоторые из них британцам приходилось вести ожесточённые бои. Постепенно немецкие войска отходили на заранее подготовленные укрепления восточнее Антверпена, который английские войска заняли 2 сентября. Попытки английских и канадских войск продвинуться дальше на восток, в особенности при переправе через Гентский канал, натолкнулись на сильнейшее сопротивление немцев. После нескольких дней боёв союзные войска начали испытывать серьёзные трудности — не хватало боеприпасов, продовольствия, горюче-смазочных материалов, медикаментов. Со временем ситуация со снабжением становилась критической, так как основные порты на континенте, через которые шли потоки грузов для войск, находились далеко на западе, в Нормандии. Поэтому англичанам и канадцам срочно требовалось захватить большой не разрушенный боевыми действиями порт в Бельгии для получения военных грузов и пополнений. Антверпен, отстоявший на 80 километров от морского побережья, полностью удовлетворял этим условиям. Но путь через устье реки Шельды, по которому корабли шли к Антверпену, полностью простреливался немецкой артиллерией, расположившейся на острове Валхерен. Пока немцы владели им, союзникам не было никакой пользы от владения отличным портом Антверпена.
12 сентября 1-я канадская армия приступила к операции по очистке устья Шельды от немецких войск, однако в первые дни её действия были малоуспешны. В это же время британские части начали крупное наступление в восточном направлении и вступили в южные районы Нидерландов. 17 сентября началась Голландская операция (Market Garden), окончившаяся для союзников неудачно, так как англичане не сумели удержать единственный доступный мост через Рейн у голландского города Арнем. С этим фиаско окончательно развеялись надежды западных союзников на близкое, ещё в 1944-м году, завершение Второй мировой войны.

## Ход операции
Сражение за устье Шельды началось 2 октября. В бой вступила 1-я канадская армия под командованием генерала Грэма Кререра, в которую входили 2-я и 3-я канадские пехотные дивизии, 4-я канадская танковая дивизия, 1-й британский корпус и польский танковый дивизион. В состав канадской армии входили также небольшие соединения из американцев, бельгийцев и голландцев. Общая численность союзных войск достигала 450 тысяч человек. Территория, на которой шли бои, представляла болотистую пересечённую местность, сильно укреплённую немцами. Некоторые историки Второй мировой войны рассматривают битву за устье Шельды как происходившую в одних из самых неблагоприятных в природном отношении условиях. В начале операции командующий канадской армией Кререр тяжело заболел и был эвакуирован в Англию; его место занял генерал-лейтенант Ги Симондс. Канадцам предстояло вести бои севернее устья Шельды, разделённой на полуострова Норд-Бевеланд, Зюд-Бевеланд и находящийся между ними сильно укреплённый немцами фактически остров Валхерен.
План боевых действий выглядел следующим образом:
- Занятие района севернее Антверпена и обеспечение безопасности движения к Норт-Бевеланду
- Уничтожение находящихся в котле у Брескенса, за каналом Леопольда, немецких войск (операция Свитчбак)
- Занятие Зюд-Бевеланда (операция Виталити)
- Взятие полуострова Валхерен (операция Инфэтьюэйт).

В 2 октября перешла в наступление 2-я канадская пехотная дивизия севернее Антверпена. Одновременно начала продвижение и переправу через канал Леопольда 3-я канадская пехотная дивизия, усиленная 4-й канадской танковой дивизией. На обоих направлениях завязались тяжёлые бои с хорошо окопавшимися здесь немецкими частями. Севернее Антверпена канадцы натолкнулись на размещённые здесь немецкие парашютно-десантные части, оборонявшие восточную часть Зюд-Бевеланда. Понеся большие потери, союзники к 16 октября смогли продвинуться через затопленные наводнением районы до Вонсдрехта. В тот же день британский фельдмаршал Бернард Монтгомери, командующий 2-й английской и 1-й канадской армиями, объявил операцию за овладение устьем Шельды важнейшей задачей текущего момента.
Ожесточённые бои развернулись и на южном берегу Шельды. Особенно тяжёлые потери наступающим наносил концентрированный огонь немецкой артиллерии, размещённой восточнее канала Леопольда — как это произошло 6 октября при попытке 3-й пехотной дивизии канадцев пересечь канал. Используя танки, артиллерию и огнемёты и понеся большой урон, канадцам всё же удалось закрепиться на 2 небольших плацдармах на восточном берегу канала, что вызвало до 9 октября бесперерывные попытки немецких частей вернуть их себе. Лишь прибытие сильных подкреплений, в том числе танковых, и переправа их через канал Леопольда заставили немцев отступить за бетонные укрепления вдоль побережья северного моря и перейти к оборонительным действиям. Союзники же продолжали теснить противника в направлении города Брескенс, они осадили города Брескенс, Форт Фредерик Хегдрик, Остбург. Зюйдзанде и Кадзанд. 3 ноября были освобождены от немецких войск города Кнокке и Зебрюгге, что означало полный переход контроля над южной частью устья Шельды в руки союзников.

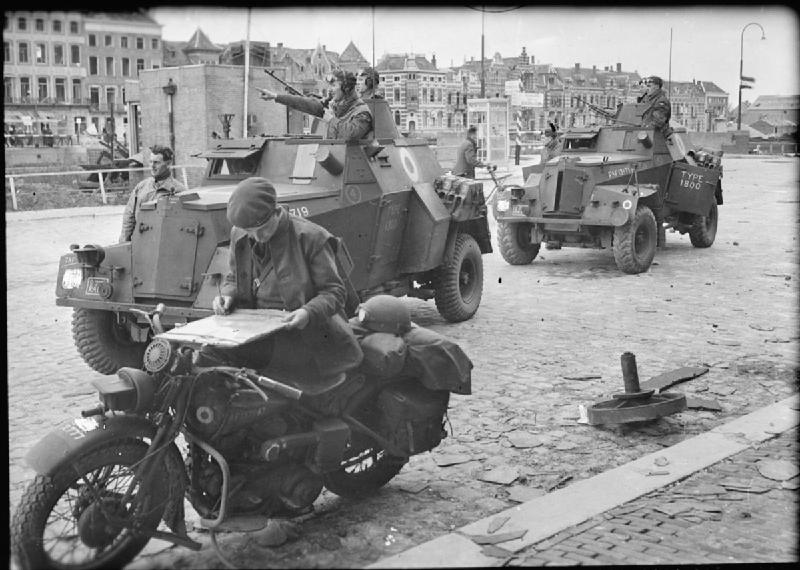
Части Королевских ВВС у вокзала в г. Мидделбург, ноябрь 1944

В это же время развивалась и операция «Виталити». 4-я канадская танковая дивизия продвигалась севернее полуострова Зюд-Бевеланд и атаковала позиции немцев у города Берген-оп-Зом. К 24 октября ей удалось очистить от врага подступы к полуострову. После этого на Зюд-Бевеланд начала высаживаться 2-я канадская пехотная дивизия, одновременно началась переправа сюда же амфибий из 52-й британской дивизии. Попытка взять Зюд-Бевеланд быстро и «малой кровью» не удалась, так как топкая местность оказалась сильно заминированной немцами. Полуостров был занят союзными войсками к 31 октября 1944 года.
Чтобы завершить освобождение устья Шельды, союзникам оставалось также занять полуостров Валхерен (Операция «Инфатуат»). Операция эта крайне осложнялась тем обстоятельством, что вся территория вокруг него была затоплена наводнением, поэтому пехотные части не могли быть использованы. В то же время, в связи с тем, что уровень воды был слишком низок, нельзя было применить и штурмовые катера. Наступление на Валхерен началось 31 октября. После упорных боёв канадцам удалось захватить на нём небольшой плацдарм. После прибытия к ним подкреплений союзникам удалось расширить его. В то же время в результате атаки на Западной Шельде немецких катеров в ночь на 1 ноября были потоплены несколько судов из канадского вспомогательного флота. Следующим нападением немецкие моряки уничтожили канадские транспорт и танкер с горючим. 6 ноября канадские части вошли в Мидделбург, в результате двухдневных боёв в городе была разрушена вся его центральная часть. К середине ноября британскому ВМФ удалось обезопасить прилегающие к устью Шельды морские районы от нападений со стороны немецких военных катеров.

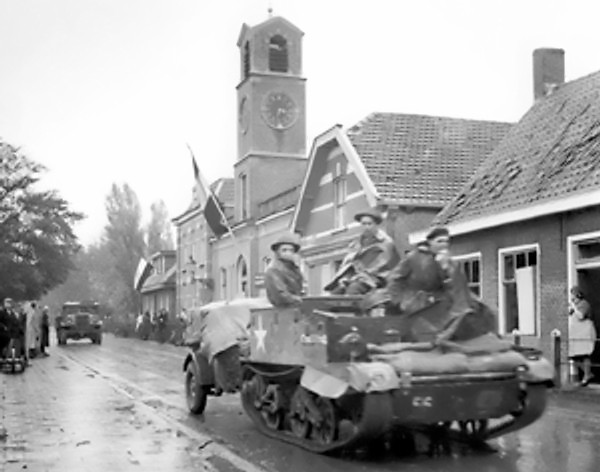
Канадская мотопехота, продвигающаяся в направлении полуострова Зюд-Бевеланд

## Результаты
После освобождения устья Шельды и района от Антверпена до Мааса от находившихся там немецких войск сражение при Шельде завершилось. Однако до приёма первых транспортных конвоев в Антверпене для армии союзников устье Шельды должно было быть очищено от многочисленных, установленных немцами морских мин. Кроме этого, по указанию Гитлера, с 12 октября 1944 года начался обстрел Антверпена из района Айфеля ракетами Фау-2. Первый канадский конвой с грузами вошёл в антверпенский порт лишь 28 ноября. Однако с открытием регулярной линии снабжения для армии через порт Антверпена союзникам удалось решить важнейшую для себя проблему логистики. Понимало это и германское командование - предпринятое 16 декабря 1944 года немецкими войсками в Арденнах контрнаступление одной из важнейших своих задач имело вернуть Антверпен и лишить союзные войска возможности получать помощь через его порт.